# Ahmed Merza
Ahmed Merza Musa Ahmed (arab. أحمد ميرزا; ur. 24 lutego 1991 w Manamie) – bahrajński piłkarz grający na pozycji pomocnika. Od 2018 jest zawodnikiem klubu Hidd SCC.

## Kariera piłkarska
Swoją karierę piłkarską Merza rozpoczął w klubie Al-Ittihad Manama, w którym w 2015 roku zadebiutował w pierwszej lidze bahrajńskiej. W 2015 przeszedł do Riffa SC, z którym w sezonie 2016/2017 wywalczył wicemistrzostwo Bahrajnu. W sezonie 2017/2018 ponownie grał w Al-Ittihad, a w 2018 przeszedł do Hidd SCC.

## Kariera reprezentacyjna
W reprezentacji Bahrajnu Merza zadebiutował 9 listopada 2013 w wygranym 1:0 towarzyskim meczu z Libanem. W 2019 roku został powołany do kadry na Puchar Azji.